# Pavla
Pavla je  žensko osebno ime.

## Izvor imena
Ime Pavla je ženska oblika imena Pavel.

## Različice imena
Paola, Paolina, Paula, Paulina, Pavelca, Pavica, Pavlija, Pavlika, Pavlina, Pavlinica,  Pavlinka, 

## Pogostost imena
Po podatkih Statističnega urada Republike Slovenije je bilo na dan 31. decembra 2007 v Sloveniji število ženskih oseb z imenom Pavla: 4.047. Med vsemi ženskimi imeni pa je ime Pavla po pogostosti uporabe uvrščeno na 68. mesto.

## Osebni praznik
V koledarju so 26. januarja Pavla Rimska (spokojnica, umrla leta 404), 18. avgusta Pavla (redovnica, umrla 1514) in 14. marca Pavlina (nemška redovnca, umrla 1107) 

## Znane nosilke imena
Pavla Jesih, Pavla Ranzinger